# 梁山镇 (新民市)
梁山镇，是中华人民共和国辽宁省沈阳市新民市下辖的一个乡镇级行政单位。

## 行政区划
梁山镇下辖以下地区：
梁山村、建设村、王三户村、顾屯村、大刘屯村、西二台子村、前二台子村、北四家子村、北荒村、汤屯村、魏壕村、碱家窝堡村、费家岗子村、大獾洞村和团结村。

## 特产
梁山西瓜：中国地理标志产品。也称小梁山西瓜。